# Wellesley (Massachusetts)
Wellesley is een plaats (town) in Norfolk County in de staat Massachusetts in de Verenigde Staten. Het ligt ongeveer 25 km ten westen van Boston.
Bij de volkstelling van 2000 had Wellesley 26.123 inwoners. Het staat vooral bekend door twee gerenommeerde colleges: Wellesley College en Babson College.
Wellesley heeft de reputatie een van de rijkste voorsteden van Boston te zijn. Bij de volkstelling van 2000 was het gemiddelde inkomen van een huishouden in de plaats $138.472.
De plaats heeft een totale oppervlakte van 27,2 km², waarvan 26,4 km² land en 0,8 km² water is.

## Geboren in Wellesley (Mass)
- Bob Porter (1940-2021), muziekproducent en radiopresentator
- Richard Armitage (1945-2025), politicus
- David O'Donnell (1974), acteur, filmproducent en scenarioschrijver.

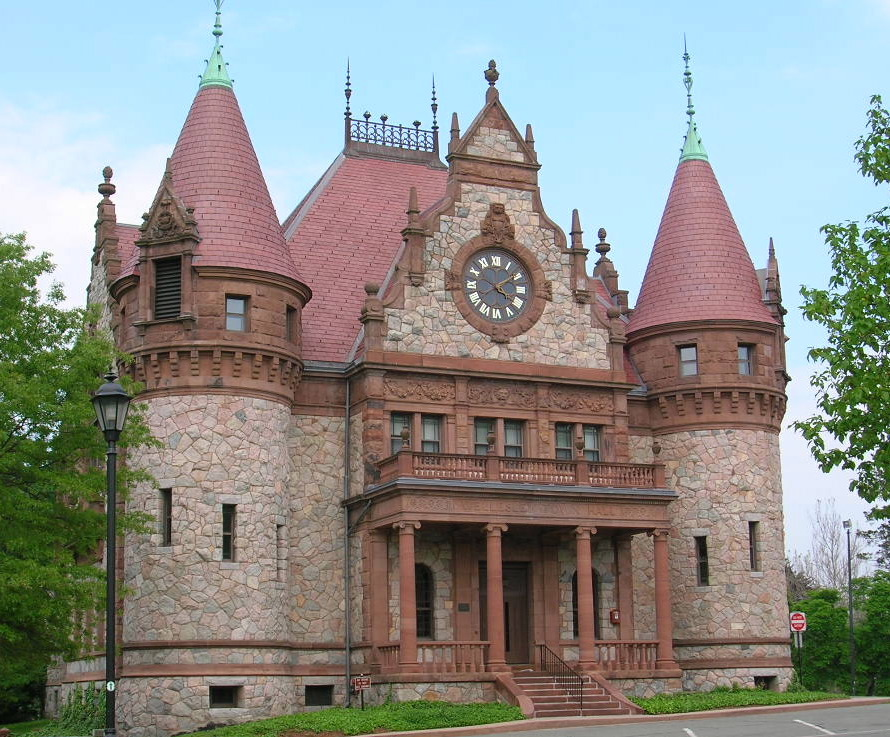
Gemeentehuis van Wellesley